# اچ‌ام‌اس بله‌آیل (۱۷۹۵)
اچ‌ام‌اس بله‌آیل (۱۷۹۵) (به انگلیسی: HMS Belleisle (1795)) یک کشتی است که طول آن ۵۵٫۸۷ متر (۱۸۳٫۳ فوت) می‌باشد. این کشتی در سال ۱۷۹۴ ساخته شد.